# The Glorious Burden
The Glorious Burden es un álbum de estudio de la banda estadounidense de thrash metal Iced Earth. Se trata de un álbum conceptual, que explora diversos momentos de la historia militar, como la firma de la declaración de independencia de Estados Unidos, la guerra revolucionaria americana y la batalla de Waterloo. También conmemora eventos mundiales como la Primera Guerra Mundial, los atentados del 11 de septiembre de 2001 y los ataques devastadores del rey de los hunos Atila.
La pieza central del álbum es la trilogía titulada Batalla de Gettysburg. Cada una de las tres canciones representa un día en la batalla de Gettysburg, la batalla más grande de la historia del hemisferio occidental y que se considera el punto de inflexión en la guerra civil americana.
Este álbum cuenta con el debut del cantante Tim 'Ripper' Owens, después de su salida de Judas Priest. El álbum fue grabado por primera vez con Matt Barlow (en la voz), pero el líder de la banda, Jon Schaffer, no estaba satisfecho con su presentación. Debido a los acontecimientos de los atentados del 11 de septiembre de 2001, Barlow se interesaron más en cumplimiento de la ley que el negocio de la música, y según el corazón de Schaffer "Matt no estaba en él y lo demostró en su actuación." Como resultado de ello, Matt abandonó la banda y el álbum fue dejado de lado hasta que un nuevo vocalista fuese encontrado. Sin embargo, algunas de las grabaciones iniciales de Barlow permanecen en el registro como coros, y se acredita como coautor de las canciones.
Tim Owens, quien en ese momento todavía estaba con Judas Priest, se le pidió hacer la voz como un proyecto paralelo. Sin embargo, se unió a la banda de tiempo completo después de dejar a Judas Priest, los cuales contrataron a Rob Halford.
Este disco es el único álbum de Iced Earth que ofrece a Ralph Santolla en las guitarra principal. Este fue el último álbum de estudio para el bajista James MacDonough y el baterista Richard Christy.
El álbum fue lanzado en 3 formatos diferentes: una edición limitada de 2 CD de la versión en formatoDigipak, una versión americana y una versión europea de Metal.
"The Reckoning (Don't Tread on Me)", "Declaration Day" y la versión acústica de "When the Eagle Cries (Unplugged)" fueron lanzados como vídeos musicales.

## Canciones
| Versión limitada digipak - disco 1 |                                     |                       |                  |          |  |
| N.º                                | Título                              | Letras                | Música           | Duración |  |
| 1.                                 | «The Star-Spangled Banner»          | (instrumental)        | John Stafford    | 1:14     |  |
| 2.                                 | «Declaration Day»                   | Jon Schaffer          | Schaffer         | 4:59     |  |
| 3.                                 | «When the Eagle Cries»              | Schaffer              | Schaffer         | 4:06     |  |
| 4.                                 | «The Reckoning (Don't Tread on Me)» | Schaffer              | Schaffer         | 4:57     |  |
| 5.                                 | «Greenface»                         | Schaffer              | Schaffer         | 3:03     |  |
| 6.                                 | «Attila»                            | Matt Barlow, Schaffer | Barlow, Schaffer | 5:36     |  |
| 7.                                 | «Red Baron/Blue Max»                | Tim Owens             | Schaffer         | 4:05     |  |
| 8.                                 | «Hollow Man»                        | Schaffer              | Schaffer         | 4:25     |  |
| 9.                                 | «Valley Forge»                      | Schaffer              | Schaffer         | 4:46     |  |
| 10.                                | «Waterloo»                          | Barlow, Schaffer      | Barlow, Schaffer | 5:50     |  |
| 11.                                | «When the Eagle Cries (Unplugged)»  | Schaffer              | Schaffer         | 3:35     |  |
| 44:36                              |                                     |                       |                  |          |  |

| Versión limitada digipak - disco 2:Batalla de Gettysburg | |          |  |
| N.º                                                      | Título | Duración |  |
| 1.                                                       | «The Devil to Pay (1 de julio de 1863)» (referencias "When Johnny Comes Marching Home," "The Star Spangled Banner" and "Dixie") | 12:13    |  |
| 2.                                                       | «Hold at All Costs (2 de julio de 1863)»                                                                                        | 7:06     |  |
| 3.                                                       | «High Water Mark (3 de julio de 1863)»                                                                                          | 12:36    |  |
| 31:55                                                    | |          |  |

| Versión americana |                                     |                  |                  |          |  |
| N.º               | Título                              | Letras           | Música           | Duración |  |
| 1.                | «The Star-Spangled Banner»          | (instrumental)   | Smith            | 1:14     |  |
| 2.                | «Declaration Day»                   | Schaffer         | Schaffer         | 4:59     |  |
| 3.                | «When the Eagle Cries»              | Schaffer         | Schaffer         | 4:06     |  |
| 4.                | «The Reckoning (Don't Tread on Me)» | Schaffer         | Schaffer         | 4:57     |  |
| 5.                | «Greenface»                         | Schaffer         | Schaffer         | 3:03     |  |
| 6.                | «Attila»                            | Barlow, Schaffer | Barlow, Schaffer | 5:36     |  |
| 7.                | «Red Baron/Blue Max»                | Owens            | Schaffer         | 4:05     |  |
| 8.                | «Hollow Man»                        | Schaffer         | Schaffer         | 4:25     |  |
| 9.                | «Valley Forge»                      | Schaffer         | Schaffer         | 4:46     |  |
| 10.               | «The Devil to Pay»                  | Schaffer         | Schaffer         | 12:13    |  |
| 11.               | «Hold at All Costs»                 | Schaffer         | Schaffer         | 7:06     |  |
| 12.               | «High Water Mark»                   | Schaffer         | Schaffer         | 12:36    |  |
| 67:06             |                                     |                  |                  |          |  |

| Versión europea |                                     |                  |                  |          |  |
| N.º             | Título                              | Letras           | Música           | Duración |  |
| 1.              | «Declaration Day»                   | Schaffer         | Schaffer         | 4:59     |  |
| 2.              | «When the Eagle Cries»              | Schaffer         | Schaffer         | 4:06     |  |
| 3.              | «The Reckoning (Don't Tread on Me)» | Schaffer         | Schaffer         | 4:57     |  |
| 4.              | «Attila»                            | Barlow, Schaffer | Barlow, Schaffer | 5:36     |  |
| 5.              | «Red Baron/Blue Max»                | Owens            | Schaffer         | 4:05     |  |
| 6.              | «Hollow Man»                        | Schaffer         | Schaffer         | 4:25     |  |
| 7.              | «Valley Forge»                      | Schaffer         | Schaffer         | 4:46     |  |
| 8.              | «Waterloo»                          | Barlow, Schaffer | Barlow, Schaffer | 5:50     |  |
| 9.              | «The Devil to Pay»                  | Schaffer         | Schaffer         | 12:13    |  |
| 10.             | «Hold at All Costs»                 | Schaffer         | Schaffer         | 7:06     |  |
| 11.             | «High Water Mark»                   | Schaffer         | Schaffer         | 12:36    |  |
| 68:39           |                                     |                  |                  |          |  |

## Créditos

### Iced Earth
- Jon Schaffer − guitarra rítmica, Canto
- Tim 'Ripper' Owens − Canto principal
- Ralph Santolla − guitarra principal
- James MacDonough − bajo eléctrico
- Richard Christy − baterista

### Diseño de portada
- Jim Morris − solo de guitarras en "When the Eagle Cries" y "When the Eagle Cries (Unplugged)"
- Matt Barlow − coros
- Sam King − coros
- Jeff Day − coros
- Howard Helm − piano
- Susan McQuinn − flauta, piccolo
- Michael LoBue − gaita
- Orquesta Filarmónica de Praga − Gettysburg (1863) Trilogía

### Otros
- Leo Hao − arte de la cubierta